# Kaori Ichō
Kaori Ichō (伊調 馨?, Ichō Kaori; Hachinohe, 13 giugno 1984) è una lottatrice giapponese, vincitrice dell'oro olimpico ad Atene 2004, a Pechino 2008 e a Londra 2012 nella categoria 63 kg e a Rio de Janeiro 2016 nella categoria 58 kg.
È la prima e unica donna ad aver vinto un oro individuale per quattro Giochi olimpici consecutivi, in qualsiasi sport. In virtù dei suoi risultati, nel 2016 il Primo Ministro del Giappone le ha conferito il People's Honour Award.
Sua sorella maggiore, Chiharu Ichō, è anch'essa lottatrice.